# Gonomyia aymara
Gonomyia aymara är en tvåvingeart som beskrevs av Alexander 1962. Gonomyia aymara ingår i släktet Gonomyia och familjen småharkrankar.
Artens utbredningsområde är Bolivia. Inga underarter finns listade i Catalogue of Life.